# Жерар II (граф Лоона)

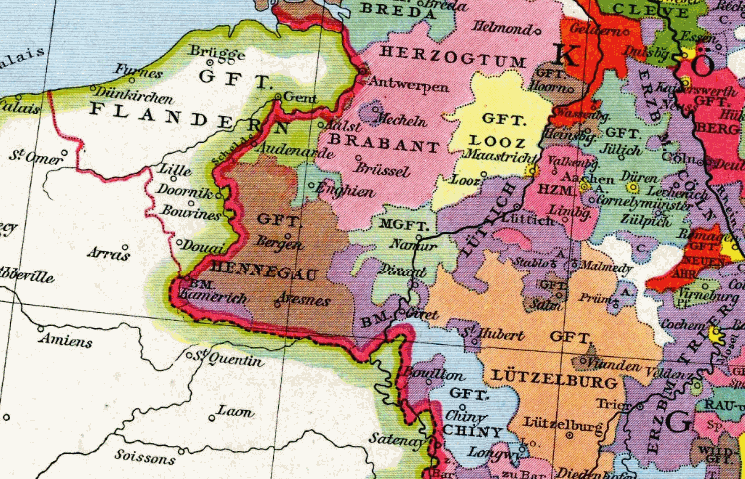
Графство Лоон в 1250 году

Жерар II (фр. Gérard II de Looz; ок. 1148 — после 1194) — граф Лоона и Ринека с 1171 года.
Сын Луи I де Лоона и Агнессы Мецкой. Наследовал отцу в 1171 году.
После смерти брата Гуго присоединил к своим владениям крепость Брустем (1175 год).
В 1182 году основал цистерцианское аббатство Херкенроде.
В 1189—1191 годах участвовал в крестовом походе.
В конце 1180-х или в начале 1190-х гг. приобрёл часть владений вымершего рода графов Монтегю: графство Дюра (Duras) и должность авуэ аббатства Сент-Тронд. Согласно исследованию «Recherches sur les comtes de Looz et sur leurs monnaies. Antoine François Charles Théodore Perreau. A. van Dale, 1845 — 31 page» он их купил у братьев Монтегю в 1189 году.

## Брак и дети
Жена — Аделаида Гелдернская, дочь Генриха I, графа Гелдерна и Цютфена. Дети:
- Луи II (ум. 29/30 июля 1218), граф Лоона и Голландии
- Жерар III (ум. 1216), граф Ринека
- Генрих (ум. 2 августа 1218), граф Хохштаден (1214), граф Дюра (1216), граф Лоона (1218).
- Арнуль III (ум. 1221), граф Ринека и Лоона.
- Жан, сеньор де Стейн
- Тьерри (ум. 1207/1209), сенешаль Никомедии (1204)

- Гильом (ум. 1206) участник крестового похода, был убит

- Имажина (ум. 1244), муж — Гильом V де Фоканберк, шателен де Сент-Омер

- Матильда, аббасиса в Мюнстербильцене (1220—1249)
- Иоланда, жена Дитриха фон Хайнсберга